# Sines
Sines est une ville portugaise du district de Setubal, la région de l'Alentejo et la sous-région de l'Alentejo Litoral, avec environ 18 298 habitants (2015 INE). C'est la plus grande zone portuaire du Portugal et la principale ville logistique portuaire industrielle au Portugal. C'est également le lieu de naissance de Vasco de Gama.
Avec une surface de 203,30 km² et une population de 18 598 habitants, Sines est le siège d'une municipalité divisée en deux paroisses. La municipalité est bordée au nord et à l'est par celle de Santiago do Cacém, au sud et à l'ouest par Odemira et le littoral de l'Océan Atlantique. Au sud de Sao Torpes, ce littoral fait partie du parc naturel du sud-ouest de l'Alentejo et Costa Vicentina.

## Géographie
Sines est limitrophe :
- au nord et à l'est, de Santiago do Cacém ;
- au sud, d'Odemira ;
- à l'ouest, de l'océan Atlantique.

Le littoral est partiellement rattaché au Parc naturel du Sud-Ouest Alentejano et Costa Vicentina. On y trouve le phare du cap de Sines, construit en 1880.

## Démographie
| 1801  | 1849  | 1900 | 1930  | 1960  | 1981   | 1991   | 2001   | 2004   |
| ----- | ----- | ---- | ----- | ----- | ------ | ------ | ------ | ------ |
| 1 766 | 2 632 | (*)  | 7 666 | 8 866 | 12 075 | 12 347 | 13 577 | 13 613 |

| 2011   | - | - | - | - | - | - | - | - |
| ------ | - | - | - | - | - | - | - | - |
| 14 238 | - | - | - | - | - | - | - | - |

(*) époque à laquelle Sines fut rattachée à la municipalité de Santiago do Cacém.

## Subdivisions
La municipalité de Sines groupe 2 paroisses (en portugais : freguesias) :
- Porto Covo
- Sines

## Histoire
L'histoire de Sines remonte aux temps de l'Empire romain. Au temps de l'Empire romain, elle était connue sous le nom de Sinus, désignant en latin une baie, ou la courbure du Cap Sines. Les Romains de Sinus le port de la civitas de Mirobriga Celticorum, et un centre de production de poisson salé. Les vestiges d'une villa romaine y ont été découverts en 1981 par Carlos Tavares da Silva et Joaquina Soares.
Le château sur le ravin a été construit par Pierre Ier de Portugal lorsqu'il a reconquis la ville des mains des Maures en 1362.

## Transports
L'ex Premier ministre portugais Pedro Passos Coelho propose la construction d'une ligne de fret ferroviaire à voie normale partant du port de Sines pour se raccorder au réseau espagnol puis européen. Ce projet doit remplacer celui d'une LGV Madrid - Lisbonne qui a été abandonnée en 2012, auquel d'ailleurs Coelho était opposé,.

## Culture
Chaque été, la ville accueille le Festival des musiques du monde (pt). Ce festival reçoit des artistes du monde entier.

## Personnages célèbres

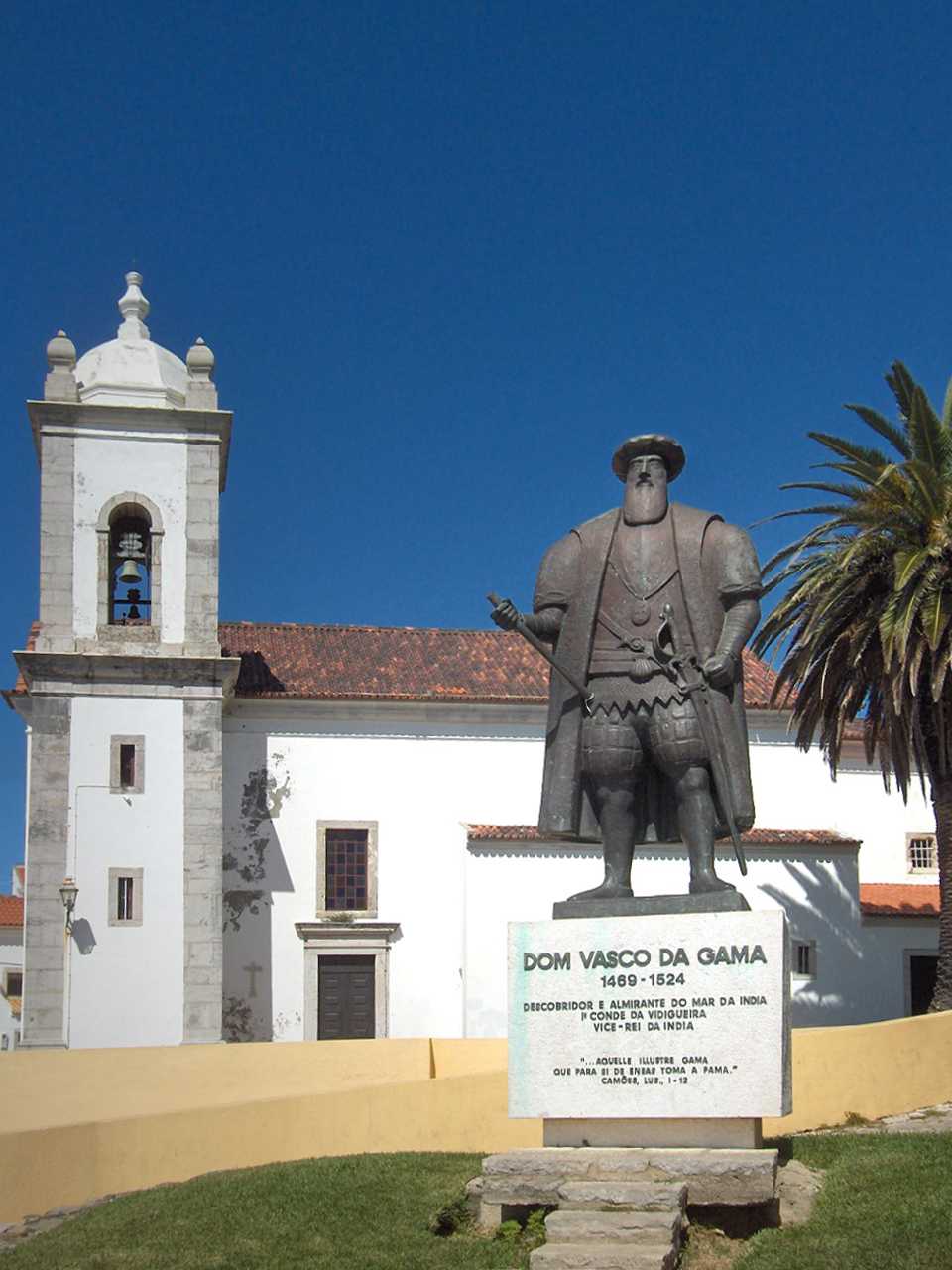
Statue de Vasco de Gama devant l'église de la paroisse où il a été baptisé

- Vasco de Gama, explorateur de l'âge des Grandes découvertes, est né à Sines, dans le château où son père Estêvão de Gama était "l'alcalde". Au retour de son voyage d'Inde, il reçut les droits féodaux sur la ville de Sines.
- Al Berto, poète du XXe siècle.